# Liste der Kulturdenkmale in Bargteheide
In der Liste der Kulturdenkmale in Bargteheide sind alle Kulturdenkmale der schleswig-holsteinischen Stadt Bargteheide (Kreis Stormarn) aufgelistet  (Stand: 10. März 2025). Die Bodendenkmale sind in der Liste der Bodendenkmale in Bargteheide aufgeführt.

## Legende
In den Spalten befinden sich folgende Informationen:
- Objekt-ID: die Nummer des Kulturdenkmales
- Lage: die Adresse des Kulturdenkmales und die geographischen Koordinaten. Kartenansicht, um Koordinaten zu setzen. In der Kartenansicht sind Kulturdenkmale ohne Koordinaten mit einem roten Marker dargestellt und können in der Karte gesetzt werden. Kulturdenkmale ohne Bild sind mit einem blauen Marker gekennzeichnet, Kulturdenkmale mit Bild mit einem grünen Marker.
- Offizielle Bezeichnung: Bezeichnung des Kulturdenkmales
- Beschreibung: die Beschreibung des Kulturdenkmales
- Bild: ein Bild des Kulturdenkmales

## Sachgesamtheiten
| Objekt-ID      | Lage                                                 | Offizielle Bezeichnung | Beschreibung | Bild                             |
| -------------- | ---------------------------------------------------- | ---------------------- | --- | -------------------------------- |
| 41128 Wikidata | Alte Landstraße (53° 43′ 41″ N, 10° 15′ 23″ O)       | Kirche Bargteheide     | Aktualisierung vorgesehen - Begründung: geschichtlich, künstlerisch, städtebaulich, Kulturlandschaft prägend - Schutzumfang: Kirche mit Ausstattung, Kirchhof, Grabmale bis 1870, Umwallung, Lindenkranz | weitere Fotos \| Fotos hochladen |
| 29717 Wikidata | Bahnhofstraße 9–11, 21 (53° 43′ 42″ N, 10° 16′ 8″ O) | Bahnhof Bargteheide    | Aktualisierung vorgesehen - Begründung: geschichtlich, künstlerisch, städtebaulich - Schutzumfang: Bahnhofsempfangsgebäude (Bahnhofstraße 9-11), Stellwerk Bargteheide-West (Bw) (Bahnhofstraße 21)      | weitere Fotos \| Fotos hochladen |

## Bauliche Anlagen
| Objekt-ID      | Lage                                              | Offizielle Bezeichnung          | Beschreibung | Bild                             |
| -------------- | ------------------------------------------------- | ------------------------------- | --- | -------------------------------- |
| 550 Wikidata   | Alte Landstraße (53° 43′ 41″ N, 10° 15′ 23″ O)    | Kirche mit Ausstattung          | Alteintragung (Aktualisierung vorgesehen) - Begründung: geschichtlich, künstlerisch, städtebaulich - Schutzumfang: gesamtes Objekt - Denkmaltyp: Bauliche Anlage, Sachgesamtheit: Kirche Bargteheide | weitere Fotos \| Fotos hochladen |
| 43840 Wikidata | An den Stücken 49 (53° 43′ 37″ N, 10° 16′ 10″ O)  | Landhaus Lüneburg               | Wohnhaus; 1925, wohl Rud. Thode; zweigeschossiger, quadratischer Backsteinbau über Sockelgeschoss unter Walmdach, Fassadengliederung durch umlaufende Gesimse; mit Landhausgarten und kleinem Stall - Begründung: geschichtlich, städtebaulich - Schutzumfang: Landhaus Lüneburg, Stall, Landhausgarten - Denkmaltyp: Bauliche Anlage                                                                               | BW                               |
| 7294 Wikidata  | An der L 82 (53° 44′ 29″ N, 10° 15′ 45″ O)        | Meilenstein                     | Vollmeilenstein der Hamburg-Elmenhorster Chaussee. Entfernungsangabe Südseite: Hamburg 4 M(eilen = 30 km) Nordseite: Lübeck 4½ M(eilen = 34 km). Auf der Vorderseite erhabenes Königsmonogramm Christian VIII. und Jahreszahl 1843. Alteintragung (Aktualisierung vorgesehen) - Begründung: geschichtlich, wissenschaftlich, Kulturlandschaft prägend - Schutzumfang: gesamtes Objekt - Denkmaltyp: Bauliche Anlage | Fotos hochladen                  |
| 7295 Wikidata  | An der L 82 (53° 42′ 57″ N, 10° 15′ 0″ O)         | Meilenstein                     | Halbmeilenstein der Hamburg-Elmenhorster Chaussee. Inschrift: Erhabenes Königsmonogramm Christian VIII. und Jahreszahl 1843, ½M tief eingemeißelt. Alteintragung (Aktualisierung vorgesehen) - Begründung: geschichtlich, wissenschaftlich, Kulturlandschaft prägend - Schutzumfang: gesamtes Objekt - Denkmaltyp: Bauliche Anlage                                                                                  | Fotos hochladen                  |
| 22805 Wikidata | Bahnhofstraße 9–11 (53° 43′ 42″ N, 10° 16′ 8″ O)  | Bahnhofsempfangsgebäude         | Alteintragung (Aktualisierung vorgesehen) - Begründung: geschichtlich, künstlerisch, städtebaulich - Schutzumfang: Alteintragung (Aktualisierung vorgesehen) - Denkmaltyp: Bauliche Anlage, Sachgesamtheit: Bahnhof Bargteheide | weitere Fotos \| Fotos hochladen |
| 26978 Wikidata | Bahnhofstraße 20 (53° 43′ 43″ N, 10° 16′ 6″ O)    | Pavillon                        | Ehemaliger Verkaufspavillon; 1968/69; Architekt Peter Rosentreter; eingeschossiger, großflächig verglaster Baukörper mit Schmetterlingsdach - Begründung: geschichtlich, städtebaulich - Schutzumfang: gesamtes Objekt - Denkmaltyp: Bauliche Anlage | BW                               |
| 22806 Wikidata | Bahnhofstraße 21 (53° 43′ 35″ N, 10° 16′ 4″ O)    | Stellwerk Bargteheide-West (BW) | Alteintragung (Aktualisierung vorgesehen) - Begründung: geschichtlich, künstlerisch, städtebaulich - Schutzumfang: Alteintragung (Aktualisierung vorgesehen) - Denkmaltyp: Bauliche Anlage, Sachgesamtheit: Bahnhof Bargteheide | BW                               |
| 549 Wikidata   | Hamburger Straße 1 (53° 43′ 42″ N, 10° 15′ 34″ O) | Utspann (Altes Gemeindehaus)    | Alteintragung (Aktualisierung vorgesehen) - Begründung: geschichtlich, städtebaulich, Kulturlandschaft prägend - Schutzumfang: gesamtes Äußeres - Denkmaltyp: Bauliche Anlage | weitere Fotos \| Fotos hochladen |
| 9637           | Lohe 19 (53° 43′ 27″ N, 10° 15′ 35″ O)            | Fachhallenhaus                  | Fachhallenhaus; 19. Jh.; eingeschossiger, traufständiger Fachwerkbau mit reetgedecktem Halbwalmdach auf Granitquadersockel - Schutzumfang: Fachhallenhaus - Begründung: Geschichtlich, Kulturlandschaftlich, Städtebaulich | BW                               |
| 43863          | Rathausstraße 25 (53° 43′ 48″ N, 10° 16′ 3″ O)    | Wohn- und Geschäftshaus         | Wohn- und Geschäftshaus; 1906; zweigeschossiger Massivbau mit flachgeneigtem Satteldach und mittigem Zwerchhaus, Fassaden mit ziegelsichtigen Wandflächen und verputzten Dekorelementen, zwei kleine Gauben mit Turmhaube - Begründung: geschichtlich, städtebaulich - Schutzumfang: Wohn- und Geschäftshaus, - Denkmaltyp: Bauliche Anlage                                                                         | BW                               |
| 43866          | Struhbarg 1 (53° 43′ 51″ N, 10° 16′ 21″ O)        | Wohnhaus                        | Wohnhaus; um 1910; zweigeschossiger verputzter Massivbau unter bewegter Dachlandschaft auf Eckgrundstück, achteckiger, zweigeschossiger Eckerker mit Turmhaube, kupfergedeckte Schleppgaube, wintergartenartiger Vorbau; Einfriedung - Begründung: geschichtlich, städtebaulich - Schutzumfang: Wohnhaus, Einfriedung - Denkmaltyp: Bauliche Anlage                                                                 | BW                               |

## Gründenkmale
| Objekt-ID      | Lage                                           | Offizielle Bezeichnung | Beschreibung | Bild                             |
| -------------- | ---------------------------------------------- | ---------------------- | --- | -------------------------------- |
| 19809 Wikidata | Alte Landstraße (53° 43′ 41″ N, 10° 15′ 21″ O) | Kirchhof               | Alteintragung (Aktualisierung vorgesehen) - Begründung: geschichtlich, Kulturlandschaft prägend - Schutzumfang: Kirchhof, Grabmale bis 1870, Umwallung, Lindenkranz - Denkmaltyp: Gründenkmal, Sachgesamtheit: Kirche Bargteheide                                             | weitere Fotos \| Fotos hochladen |
| 43835 Wikidata | Am Markt u.a. (53° 43′ 47″ N, 10° 15′ 43″ O)   | Doppeleiche            | Doppeleiche; 1898; zum 50-jährigen Jubiläum der Schleswig-Holsteinischen Erhebung gepflanzt; mit Gedenkstein - Begründung: geschichtlich, städtebaulich - Schutzumfang: Doppeleiche, Gedenkstein - Denkmaltyp: Gründenkmal                                                    | weitere Fotos \| Fotos hochladen |
| 23794 Wikidata | Am Markt (53° 43′ 44″ N, 10° 15′ 38″ O)        | Friedenseiche          | Friedenseiche;1871; mit zugehörigem Gedenkstein und großem Findling mit Eisernem Kreuz und Inschrift für die Gefallenen beider Weltkriege - Schutzumfang: Friedenseiche, Gedenkstein 1871, Gedenkstein der Toten beider Weltkriege - Begründung: Geschichtlich, Städtebaulich | weitere Fotos \| Fotos hochladen |

## Quelle
- Liste der Kulturdenkmale in Schleswig-Holstein – Kreis Stormarn